# Hélder Costa
Hélder Wander Sousa de Azevedo e Costa, född 12 januari 1994, är en angolansk fotbollsspelare (yttermittfältare) som spelar för Estoril Praia. Han representerar även det angolanska landslaget.

## Klubblagskarriär

### Benfica
Costa inledde sin proffskarriär i Benfica. Han spelade 72 matcher med B-laget mellan 2012 och 2014, varefter han lånades ut till spanska Deportivo La Coruña under våren 2015, och franska Monaco under hela säsongen därefter.

### Wolverhampton Wanderers
Säsongen 2016/2017 var Costa utlånad till Championship-klubben Wolverhampton Wanderers, där han gjorde tio mål på 35 seriematcher och utsågs till klubbens Player of the Year. Den 28 januari 2017 gjorde Costa bägge målen när Wolves besegrade Premier League-laget Liverpool med 2–1 i FA-cupens fjärde omgång. Två dagar senare, halvvägs genom det säsongslånga lånet från Benfica, valde Wolverhampton att värva spelaren permanent för 13 miljoner pund, ett transferrekord för klubben.
Under säsongen 2017/2018 spelade Costa 36 seriematcher, varav 21 från start. Han bidrog med fem mål och sex assists till att Wolves vann Championship-titeln och direktuppflyttning till Premier League. Han fortsatte att figurera regelbundet i a-laget under säsongen 2018/2019 och spelade 30 matcher i alla tävlingar när Wolves slutade på sjunde plats i högstadivisionen.

### Leeds United
Den 3 juli 2019 värvades Costa av Championship-klubben Leeds United, inledningsvis på ett årslångt lån som sedan övergick i en permanent transfer med kontrakt till 2024. Övergången värderades till 15 miljoner pund och blev därmed Leeds dyraste värvning sen Robbie Fowlers ankomst i december 2001.
Costa gjorde sin tävlingsdebut för klubben den 4 augusti 2019 då han blev inbytt i en bortamatch mot Bristol City, som Leeds vann med 3–1. Den 27 augusti gjorde han sitt första mål, då han kvitterade en ligacupmatch mot Stoke City till 2–2, innan Leeds slogs ut på straffar.
Den 31 augusti 2021 lånades Costa ut till spanska Valencia på ett säsongslån. I augusti 2022 lånades han ut till saudiska Al Ittihad på ett säsongslån.

### Estoril Praia
Den 1 augusti 2024 värvades Costa av Estoril Praia, där han skrev på ett ettårskontrakt.

## Landslagskarriär
Costa har spelat 61 ungdomslandskamper för Portugal på samtliga nivåer från U16 till U23. Den 14 oktober 2018 gjorde han mål i sin landslagsdebut på seniornivå, när Portugal besegrade Skottland med 3–1 på Hampden Park.
I mars 2021 valde Costa att byta till Angolas landslag. Han debuterade för Angola den 12 november 2021 i en 2–2-match mot Egypten, där han även stod för matchens första mål. Genom att göra detta blev Costa den tredje fotbollsspelaren i historien (bakom Alfredo Di Stéfano och José Altafini) att göra mål i sin debut för två olika nationer.